# José Miguel Bravo de Laguna
José Miguel Bravo de Laguna Bermúdez (Las Palmas de Gran Canaria, 28 de julio de 1944) es un político español. Actualmente preside el partido Unidos por Gran Canaria.

## Inicios
Licenciado en Derecho por la Universidad Complutense de Madrid. Opositó al Cuerpo de Abogados del Estado y, tras aprobar en 1973, fue destinado al Servicio Jurídico de la Delegación de Hacienda en Las Palmas. Cursó también estudios de periodismo, habiendo ingresado con el número uno de su promoción en la Escuela Oficial de Periodismo (1.966).

## Etapa nacional
Encabezó la candidatura al Congreso, por la Provincia de Las Palmas, de la UCD en las elecciones generales de 1977, de las que surgieron las Cortes Constituyentes. Tuvo la oportunidad así de defender la mención especial al Régimen Económico y Fiscal de Canarias en la Constitución de 1978.[cita requerida]
En 1979 fue elegido de nuevo diputado. Siendo presidente del Gobierno Adolfo Suárez UCD, fue nombrado en diciembre de 1981 subsecretario de Presupuesto y Gasto Público del Ministerio de Hacienda. 
Fue reelegido diputado para la segunda legislatura (1982-1986), durante la cual fue nombrado presidente del Gobierno Felipe González, tras la rotunda victoria del PSOE. En esta legislatura, Bravo de Laguna ejerció como vicepresidente cuarto de la Mesa del Congreso de los Diputados. Esta etapa supuso la desaparición política de la UCD. 
En las siguientes elecciones formó parte de la lista del Partido Liberal y volvió a ser reelegido diputado, condición que mantuvo hasta 1989.
En su etapa parlamentaria como diputado participó como ponente en la elaboración de todos los Presupuestos del Estado de la democracia, así como en otras leyes importantes: Estatuto de Autonomía de Canarias, Estatuto de RTVE, Ley de la Función Pública, Ley de Costas, Ley de Sociedades Anónimas... Cuenta en su haber con más de mil quinientas intervenciones parlamentarias.[cita requerida]

### Escándalo por el robo de un pijama
En octubre de 1986 se vio involucrado en el robo de un pijama en unos grandes almacenes londinenses, motivo por el cual se vio obligado a renunciar a alguno de los puestos que ocupaba. A pesar de ello, su imagen pública no resultó muy dañada, siendo posteriormente elegido para otros cargos.

## Etapa autonómica
Respecto de su actividad política en Canarias, compatibilizó su estancia en el Congreso con un puesto de Consejero en el Cabildo de Gran Canaria. En 1991 fue elegido presidente del Partido Popular de Canarias y, ese mismo año, miembro del Parlamento de Canarias. En 1995 encabezó la lista del Partido Popular y fue candidato a la Presidencia de la Comunidad Autónoma de Canarias. Alcanzó las más altas cotas de votos que hasta entonces había tenido en Canarias el Partido Popular. Ningún partido obtuvo la mayoría suficiente para gobernar en solitario. Pactó con Coalición Canaria la elección como presidente del Gobierno de Canarias de Manuel Hermoso Rojas y Bravo de Laguna fue elegido presidente de la Mesa del Parlamento de Canarias.
Volvió a encabezar la lista del Partido Popular en las elecciones de 1999, en las que el Partido Popular, sin alcanzar los resultados de las anteriores elecciones, mantuvo la misma cota de poder, con María Eugenia Márquez Rodríguez como presidenta del Cabildo de Gran Canaria y la alcaldía de Las Palmas de Gran Canaria con José Manuel Soria López, renovando la mayoría absoluta en esta última. La misma noche de las elecciones dimitió como presidente regional del Partido Popular. No obstante fue encargado de negociar con Coalición Canaria un nuevo pacto de gobierno y resultó elegido nuevamente presidente de la Mesa del Parlamento canario. En este periodo sería elegido presidente del Gobierno autonómico Román Rodríguez, formando parte del ejecutivo cuatro miembros del Partido Popular.
Tras su dimisión como presidente regional de su partido en 1999, fue designado su sucesor José Manuel Soria en el Congreso regional celebrado ese mismo año. José Miguel Bravo de Laguna, consideró retirarse de la primera línea de la política, para regresar nuevamente a la abogacía.
Regresa a la política en 2011, siendo designado por el PP de Canarias para encabezar la lista al Cabildo insular de Gran Canaria en las elecciones municipales y autonómicas de España de 2011, el 22 de mayo de este mismo año. El Partido Popular con José Miguel Bravo de Laguna Bermúdez a la cabeza, ganó las elecciones a la Presidencia del Cabildo de Gran Canaria, obteniendo 14 Consejeros quedando así a tan solo uno para la mayoría absoluta. El 20 de junio de 2011, tomó posesión del cargo de presidente del Cabildo de Gran Canaria, con el apoyo de los 14 consejeros del Partido Popular, y los 3 del grupo CC-CCN. 
En marzo de 2015, ante la negativa de José Manuel Soria López y del PP para que encabezara su candidatura al Cabildo de Gran Canaria, abandonó el PP, y se presenta a las elecciones del 24 de mayo con un nuevo partido: Unidos por Gran Canaria. En los comicios celebrados el 24 de mayo de 2015, su nuevo partido obtuvo cuatro Consejeros Insulares, que se mantuvieron en la oposición de la Institución insular, tras la firma de un pacto de gobierno entre Nueva Canarias , PSC-PSOE y Podemos. 